# Erika Drees
Erika Drees (geborene von Winterfeldt; * 15. September 1935 in Breslau; † 11. Januar 2009 in Stendal) war eine deutsche Bürgerrechtlerin, Umwelt- und Friedensaktivistin. Sie war Mitglied von International Physicians for the Prevention of Nuclear War, der „BI Energiewende Stendal“ und der Bürgerinitiative Offene Heide.

## Leben

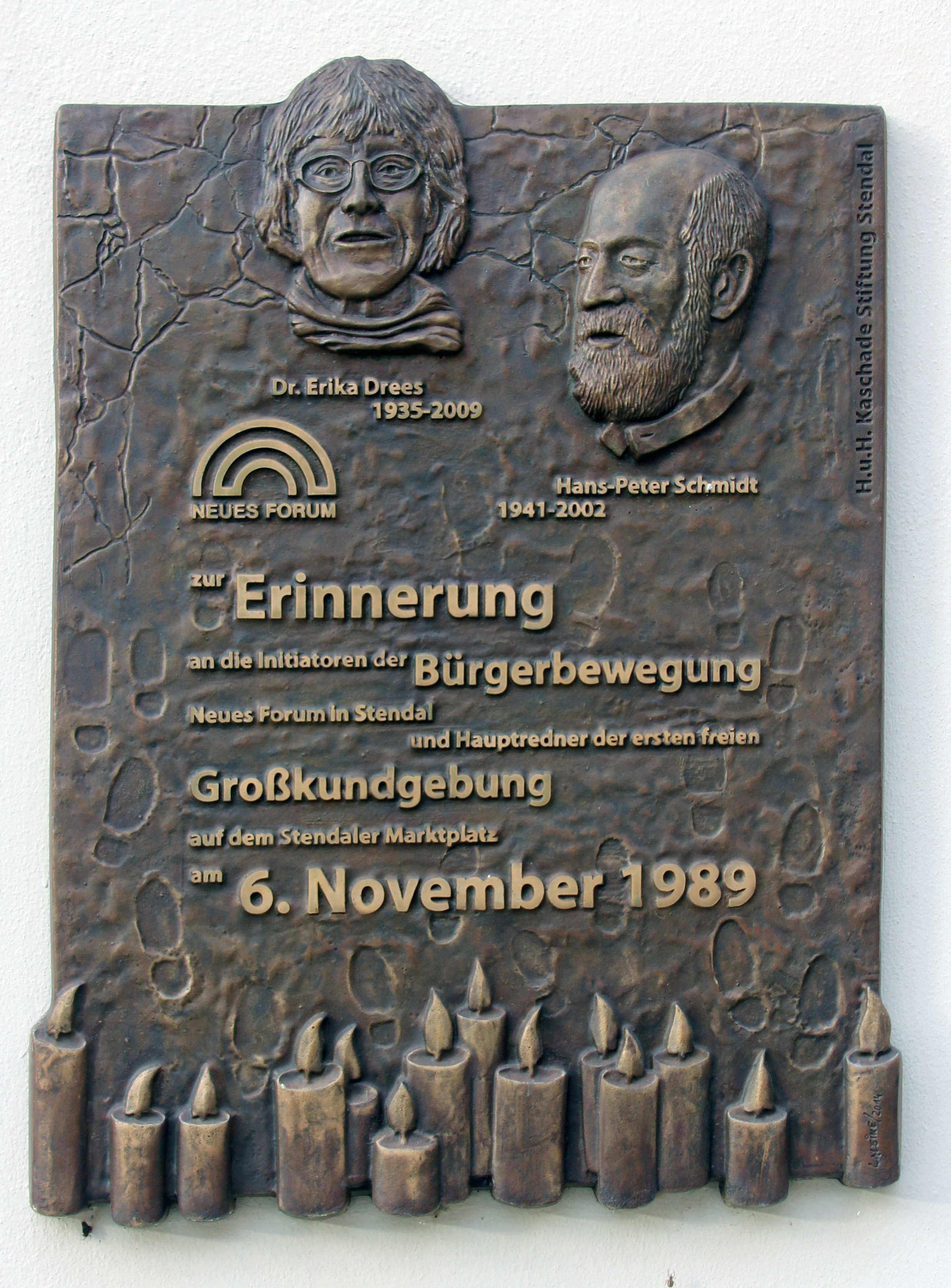
Gedenktafel am Haus, Markt 1, in Stendal

Drees stammte aus der Familie des preußischen Generals Hans Karl von Winterfeldt und lebte zunächst als Tochter eines Gutsbesitzers in Schlesien. Mit dem Ende des Zweiten Weltkrieges musste die Familie aus Schlesien fliehen. Auf der entbehrungsreichen Flucht der Mutter mit ihren fünf Kindern verstarb eines der Geschwister. Das traumatische Fluchterlebnis prägte sie. In der Nachkriegszeit lebte die Familie unter schwierigen wirtschaftlichen Verhältnissen in Schleswig-Holstein; Drees war von 1946 bis 1950 im Carl-Hunnius-Internat in Wyk auf Föhr.
Bereits in jungen Jahren begann sie sich in der kirchlichen Friedensarbeit zu engagieren. Die der evangelischen Kirche angehörende Drees setzte sich für Gerechtigkeit innerhalb der Gesellschaft ein und engagierte sich für den Umweltschutz.
Während ihres Medizin-Studiums an der Freien Universität in West-Berlin geriet sie 1958 wegen Ost-West-Kontakten der Evangelischen Studentengemeinde unter Spionageverdacht und verbrachte neun Monate in der DDR in Untersuchungshaft. 1996 wurde sie rehabilitiert.

### Tätigkeit in der DDR
Drees siedelte nach dem Medizinstudium 1960, sie hatte ihren späteren Mann den Psychiater Ludwig Drees in Dresden kennengelernt, nach Bernburg in die DDR über. Sie wollte dem dortigen Ärztemangel entgegenwirken und auch systemverändernd mitgestalten können. 1975 zog sie mit ihrem Mann, ihren zwei Söhnen und ihrer Tochter nach Stendal.
1979 schloss sie sich dem politischen kirchlichen Widerstand an. Sie war in Gruppen wie „Frauen für den Frieden“, „Frieden konkret“, „Ökumenische Versammlung“ tätig und Mitinitiatorin von Tschernobyl-Gedenktagen. Besonders engagiert war sie in der Bürgerinitiative Energiewende gegen das in der Nähe von Stendal damals im Bau befindliche Atomkraftwerk Stendal. Im Sommer 1987 unterzeichnete sie den politischen Aufruf „Eine Hoffnung lernt gehen, Gerechtigkeit den Menschen, Friede den Völkern, Befreiung der Schöpfung“. Die DDR belegte ihr Engagement mit mehreren Haft- und Ordnungsstrafen sowie einer Stasi-Überwachung. Beruflich war sie als Nervenärztin in der Stendaler Poliklinik tätig.
Bekannt wurde sie auch als Erstunterzeichnerin des Aufrufs „Aufbruch 89 - Neues Forum“ und die Gründung des Neuen Forum am 9. September 1989 in Grünheide (Mark). Neben ihr gehörten zu den Erstunterzeichnern auch Bärbel Bohley, Katja Havemann, Sebastian Pflugbeil und Hans-Jochen Tschiche. Der Aufruf leitete die politische Wende in der DDR ein.

### Tätigkeit nach der Wiedervereinigung
Während des Ostermarschs 1991, der von Magdeburg zum Petersberg bei Halle führte, wurde sie in der Nähe von Bernburg von einem Autofahrer angefahren, der nicht bereit war hinter dem Demonstrationszug zu warten, und am Bein verletzt. Sie lag daraufhin einige Zeit im Krankenhaus Bernburg. Im September 1991, nach der politischen Wende, lehnte sie das „für ihre Verdienste um die Wiedervereinigung“ angebotene Bundesverdienstkreuzes mit der Begründung ab, die Ostdeutschen hätten „nur den Käfig gewechselt“.
Auch im wiedervereinten Deutschland engagierte sie sich weiter in konsequenter, gewaltfreier aber auch radikaler Form. Seitdem hat sie elf weitere Strafverfahren bekommen, die sie erneut ins Gefängnis brachten. Die Strafverfahren resultierten jeweils aus politischen Aktionen, in denen sie bewusst Hausfriedensbruch in Atomkraftanlagen bzw. Atomwaffenlagern in Kauf nahm. Da sie verhängte Geldstrafen nicht zahlte, kam es zu Ersatzfreiheitsstrafen. 1999 erhielt sie den Preis der Solbach-Freise Stiftung für Zivilcourage.
Ihrem Beruf als Ärztin, sie hatte das Sozial-psychiatrische Zentrum in Stendal gegründet, ging sie bis zu ihrer Verrentung im Jahr 2000 nach.

#### Prozess in Cochem
Besonders bekannt wurde der Prozess gegen Erika Drees am 5. November 2002 in Cochem. Nachdem sie demonstrativ am 7. April 2002 in das Atomwaffenlager Büchel eingedrungen war, um auf die dort lagernden Atomwaffen hinzuweisen, verbüßte sie eine sechswöchige Haftstrafe. Der Vorsitzende Richter Johann sagte in seiner Urteilsverkündung, dass es besonders schwer wiege, „dass die Angeklagten in fortgeschrittenem Lebensalter und mit ihren Vorstrafen ein schlechtes Vorbild für Kinder und Enkel“ wären.

### Beisetzung
Erika Drees verstarb im Alter von 73 Jahren in einem Stendaler Hospiz. Der Trauergottesdienst fand am 20. Januar 2009 mit mehreren hundert Trauergästen, darunter bekannte sachsen-anhaltische Politiker mehrerer Parteien, in der Stendaler Sankt-Petri-Kirche statt. Die anschließende Beisetzung erfolgte gleichfalls in Stendal.